# بيني تورنر
بيني تورنر (بالإنجليزية: Bennie Turner)‏ هو محامي وسياسي أمريكي، ولد في 21 أغسطس 1948، وتوفي في 27 نوفمبر 2012. حزبياً، نشط في الحزب الديمقراطي. وقد انتخب عضو مجلس ولاية مسيسيبي.